# بريش (همدان)

تعديل مصدري - تعديل

بريش هي إحدى قرى عزلة وادعة بمديرية همدان التابعة لمحافظة صنعاء، بلغ تعداد سكانها 546 نسمة حسب تعداد اليمن لعام 2004 ويعتبر الشيخ حمود علي حمود البريشي هو شيخ القريه.